# Jacques Botherel

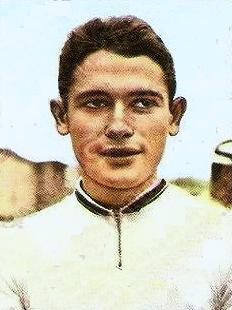
Jacques Botherel (1971)

Jacques Botherel (* 1. Dezember 1946 in La Trinité-sur-Mer, Frankreich) ist ein ehemaliger französischer Radrennfahrer. Er wurde 1965 Weltmeister der Amateure im Straßenrennen.

## Sportliche Laufbahn
Jacques („Jackie“) Botherel erreichte seine Erfolge im Straßenradsport, den er zunächst als Amateur betrieb. In den verschiedenen Jugendklassen nahm er seit seinem Debüt, das er gemeinsam mit seinem Bruder 1961 bestritt, an 59 Rennen teil. Als Dritter der französischen Straßenmeisterschaft wurde er 1965 18-jährig Weltmeister im Straßenrennen. In das französische Aufgebot für die Straßenradsport-Weltmeisterschaften gelangte er allerdings nur, weil die bereits nominierten Fahrer Charly Grosskost und André Bayssière wegen Dopingvorwürfen suspendiert worden waren. Anschließend hatte er weitere Erfolge im Amateurbereich zu verzeichnen wie zwei Etappensiege in der Mexiko-Rundfahrt 1965,  jeweils einen Etappensieg beim Essor Breton (1966) und bei der Belgien-Rundfahrt (1967). 1969 nahm er an mehreren Etappenrennen teil, so an der Drei-Länder-Tour Internationale Friedensfahrt, wo er den 19. Platz belegte. Danach gewann er das französische Etappenrennen Tour de l’Yonne und startete bei der Tour de l’Avenir.
Nachdem Botherel das Jahr 1970 ohne erwähnenswerte Resultate abgeschlossen hatte, wechselte er zur Saison 1971 mit einem Vertrag beim französischen Radsportteam Hoover-De Gribaldy in das Berufsfahrerlager. Er begann seine Profilaufbahn mit dem französischen Etappenrennen Tour d’Indre-et-Loire, das er als Vierter beendete. Seine erste schwere Bewährungsprobe im neuen Umfeld hatte er bei der Tour de France 1971 zu bestehen, schied jedoch vorzeitig aus. Mehr Durchhaltevermögen zeigte er auf den Frankreich-Rundfahrten 1973 und 1974, landete jedoch mit den Plätzen 71 bzw. 86 jeweils am Ende des Klassements. Beide Touren bestritt er für das französische Team Sonolor. In seinen weiteren Profijahren kam er neben einem Sieg beim Kriterium Pluméliau in der Bretagne 1973 nur noch beim 1973er Grand Prix d’Isbergues mit Platz fünf in vordere Ränge. Nach der Saison 1974 wurde Botherels Profivertrag mit Sonolor-Gitane beendet und damit ging auch seine Laufbahn als Berufssportler zu Ende. Er ließ sich reamateurisieren, fuhr noch einige Rennen, aber hatte 1975 keine Erfolge mehr im alten Metier und beendete seine radsportliche Laufbahn.

## Berufliches
Botherel arbeitete als Austernfischer im elterlichen Familienbetrieb gemeinsam mit seinem Bruder und seiner Schwester.